# Andrzej Giżyński
Andrzej Giżyński (né le 22 octobre 1970 à Braniewo) est un pentathlonien polonais, champion du monde par équipe.

## Biographie
Initialement il pratique la natation dans le club Unia Tarnów (1982-1986), en 1987 il commence son aventure avec le pentathlon à LKS Lumel Zielona Góra. Le couronnement de sa carrière est l'année 1992, il devient champion de Pologne et champion du monde par équipe.

## Palmarès

### Championnats du monde
- 1992
  -  Médaille d'or par équipe

### Championnats de Pologne
- 1992  Médaille d'or